# Cigarettenfabrik Dressler
Die Cigarettenfabrik Dressler KG wurde in Dresden am 4. August 1929 von Arthur Dressler und seinem Kommanditisten Ernst Stephan aus Weißig/Königstein gegründet. Dazu gehörte als Vermarktungsfirma die Zigarettenfirma Sturm GmbH, unter dessen Namen das Unternehmen bekannt war. Die Firma produzierte Zigaretten, die in der Sturmabteilung (SA) geraucht werden sollten. Daher galt die Firma in der Öffentlichkeit als Zigarettenfabrik der SA, auch wenn dieses Unternehmen und die SA stets getrennt blieben.

## Geschichte
Eine neue Zigarettenfabrik zu gründen, war Ende der 1920er Jahre schwer, weil große finanziellen Investitionen nötig waren und der Markt schwer umkämpft war. Neben vielen kleineren Betrieben gab es auf dem Markt auch große Tabakkonzerne, die sich  wesentliche Anteile sichern konnten (Oligopol). Dazu gehörte unter anderen die Unternehmen Reemtsma und Haus Neuerburg.

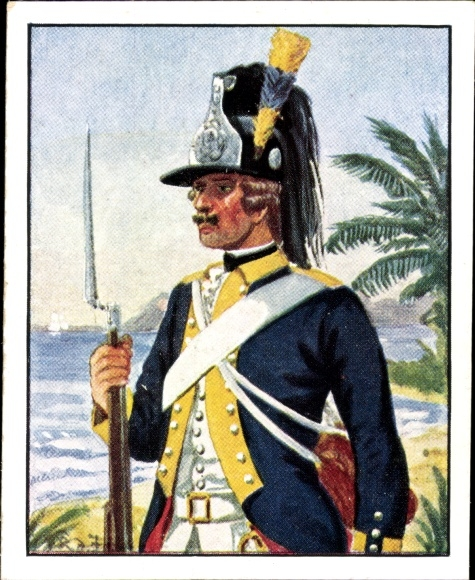
Ein Zigarettenbild (Bild 57: Kapregiment) aus der Serie "Deutsche Uniformen" mit 320 Bildern von der Sturm-Zigaretten-Fabrik Dresden

Dressler, der viele Freunde in der SA besaß, entwickelte die Idee, eine Zigarettenfabrik zu gründen, deren Produkte vor allem von Mitglieder der SA konsumiert werden sollten. Dafür wurden mehrere neue Marken erschaffen mit Namen wie „Sturm“ „Trommler“, „D3“, „Alarm“ und „Neue Front“. Diese Marken sollten die Nähe zur Ideologie der SA und NSDAP symbolisieren und damit zu „Standardzigaretten“ der SA gemacht werden. Als Gegenleistung wollte Dressler einen Anteil an den Gewinnen der SA-Führung zur Verfügung stellen. Dressler erhoffte sich durch dieses Geschäft nicht nur einen großen Konsumentenstamm zu generieren, sondern auch die hohen Reklamekosten für die eigenen Produkte zu minimieren. Auf Vermittlung des SA-Führers und Fraktionschefs der sächsischen NSDAP, Manfred von Killinger, machte Dressler dem in München lebenden SA-Stabschef Otto Wagener den Vorschlag, dass die SA bei ihren Mitgliedern darauf drängen sollte, nur diese Marken rauchen.
Diese Idee fanden Wagener und die NSDAP interessant, denn die SA hatte bis dahin kaum eigene Einkünfte und war finanziell von der NSDAP abhängig. Daher sagten Wagener und die NSDAP-Führung sogar Gelder für die Errichtung der Fabrik zu. Da jedoch die NSDAP nur 30.000 Reichsmark aufbringen konnte, wurde ein Unternehmer aus Dresden namens Ernst Stephan zur Unterstützung des Vorhabens gewonnen. Der Freund der NSDAP und Gründer des Bahnhofsbuchhandels Jacques Bettenhausen aus Dresden kreditierte eine Summe von 500.000 Reichsmark. Im Handelsregister stand der Name des Gründers Dressler, für die Vermarktung wurde die „Zigarettenfabrik Sturm GmbH“ gegründet. Die SA-Führung versuchte intern durchzusetzen, dass die Angehörigen der SA nur Zigaretten der Zigarettenfabrik Sturm rauchten. Der Konsum anderer Zigaretten wurde für die SA untersagt. Um die Einhaltung dieser Vorschrift sicherzustellen, wurden oftmals Taschenkontrollen bei den SA-Mitgliedern durchgeführt.
Die Vermarktung erfolgte außerdem unter dem Label trustfrei, um zu zeigen, dass dieses Unternehmen nicht zu einem Konzern gehörte. Viele andere Zigarettenfabriken Dresdens galten ebenfalls als trustfrei, jedoch wurden einige Fabriken durch das Unternehmen Reemtsma aufgekauft, beispielsweise die Firma Jasmatzi.
Dressler setzte in der Vermarktung auch auf aggressiven Antisemitismus, schließlich befanden sich einige der Dresdner Zigarettenfabriken damals im Eigentum von jüdischen Mitbürgern.
Als der Kommanditist Stephan im März 1931 die Firma verließ, übernahmen Otto Wagener und der Syndikus Eberhard Groos aus Dresden dessen Anteile mit einer Einlage in Höhe von jeweils 5000 Reichsmark. Beide wiederum schieden 1932 aus. An Wagners Stelle trat am 14. April 1932 der ebenfalls der NSDAP angehörende Münchener Rechtsanwalt Rudolf Karpf. Da die Firmengeschäfte sehr positiv verliefen, machte Dressler im November 1932 seine Frau und seine drei minderjährigen Kinder mit einer Einlage von je 10.000 RM zu Kommanditisten.
Nach dem  „Röhm-Putsch“ im Juni 1934 wurden die guten Kontakte der Firma Dressler zur SA und den hohen SA-Führern wertlos: Diese wurden erschossen, Manfred von Killinger ausgebootet, Stabschef Wagener hatte sein Amt schon früher verloren. Das bot Reemtsma die Möglichkeit, diesen Konkurrenten loszuwerden. Nach einer Anfrage Reemtsmas bei dem neuen SA-Stabschef Viktor Lutze war dieser bereit, die Bindung an Dressler zu lösen, wenn Reemtsma den gleichen Betrag an die SA zahle wie vorher Dressler – etwa 250.000 RM. Reemtsma stimmte dem zu, zahlte ein Übergangsgeld von 150.000 RM und die SA beendete die Verträge mit der Firma Dressler.
Da die SA-Mitglieder nun nicht mehr genötigt waren die Marken der Firma Sturm zu rauchen, brach der Umsatz ein. Die Firma ging daher 1935 in den Bankrott. Laut Handelsregister wurde die Gesellschaft am 18. April 1936 aufgelöst, die Abwicklung war letztlich am 5. Oktober 1938 abgeschlossen.